# Pomatias canariensis

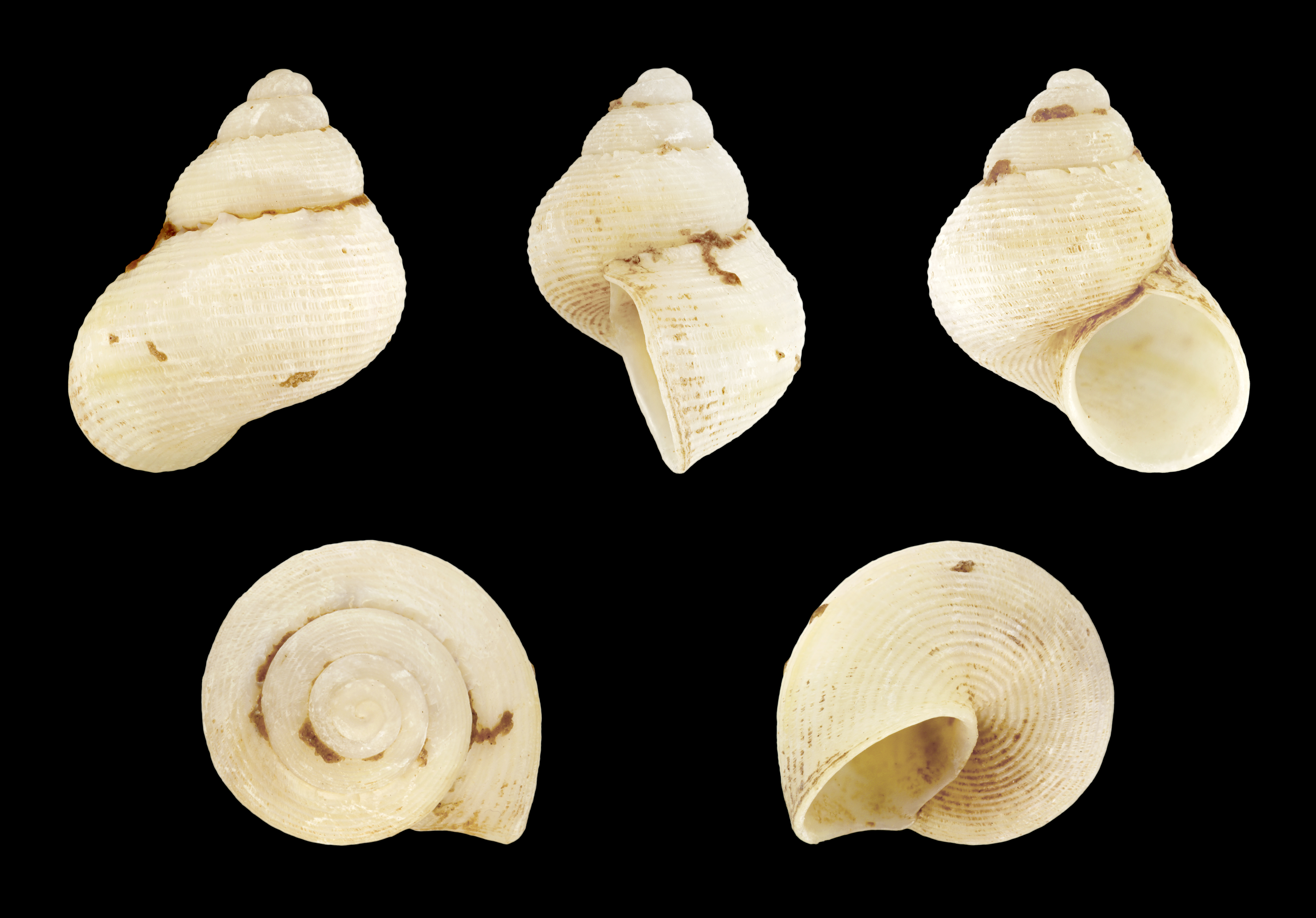
Fossiel

Pomatias canariensis is een slakkensoort uit de familie van de Pomatiidae. De wetenschappelijke naam van de soort is voor het eerst geldig gepubliceerd in 1840 door D'Orbigny.